# Snowdonia
Parco nazionale Eryri (a volte in inglese, Snowdonia) è una regione del nord del Galles, istituita in parco nazionale dal 1951. L'ampiezza dell'area è di circa 2.700 km quadrati.

## Nome e confini attuali dell'area protetta
Il nome deriva da quello del monte Yr Wyddfa (Snowdon) (1.085 m s.l.m.), il più elevato del Galles. Secondo alcuni il nome gallese, Eryri, deriverebbe invece da eryr ("aquila"), ma altri ritengono che semplicemente esso fosse utilizzato per indicare le alture locali come provato dallo studioso gallese sir Ifor Williams. Nel medioevo il titolo di Principe di Galles e Signore di Snowdonia (Tywysog Cymru ac Arglwydd Eryri) venne usato da Llywelyn ap Gruffudd; suo nonno Llywelyn Fawr utilizzò a suo tempo il titolo di Principe del Galles del nord e Signore di Snowdonia.
Prima della designazione dei confini del parco nazionale, col termine "Snowdonia" si indicava generalmente un'area più ristretta, a nord di Gwynedd centrata sul massiccio di Snowdon, mentre l'attuale parco copre un'area di due volte più grande e si estende a sud sino a Meirionnydd.

## Il Parco Nazionale di Snowdonia
Lo Eryri National Park ((EN) ) o  Parc Cenedlaethol Eryri ((CY) ) venne fondato nel 1951 come il terzo parco nazionale in Gran Bretagna dopo Peak District e Lake District. L’area protetta copre una superficie di 827 miglia quadrate, oltre a 37 miglia (60 km) di costa.
Il parco è governato dalla Snowdonia National Park Authority, che è composta da membri del governo locale e rappresentanti gallesi, con sede a Penrhyndeudraeth. A differenza di altri parchi nazionali in altri paesi, Snowdonia (e altri parchi in Gran Bretagna) sono costituiti da possedimenti pubblici e privati sottoposti comunque ad un'unica autorità centrale. La suddivisione dei terreni di Snowdonia è la seguente:
| Proprietario            | Percentuale (%) |
| ----------------------- | --------------- |
| Privati                 | 69.9            |
| Forestry Commission     | 15.8            |
| National Trust          | 8.9             |
| CCW                     | 1.7             |
| National Park Authority | 1.2             |
| Compagnia delle acque   | 0.9             |
| Altri                   | 1.6             |

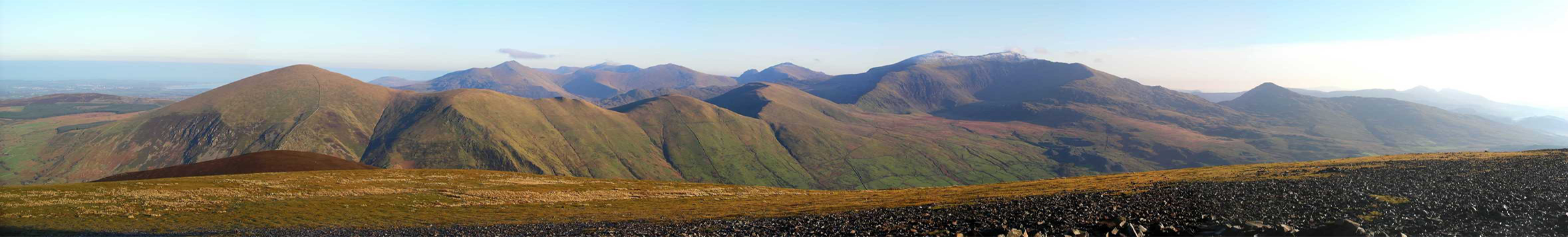
Panorama di buona parte del massiccio di Snowdon tra cui il monte stesso (al centro a destra) ripreso da Mynydd Mawr. Il Glyderau è visibile sullo sfondo.

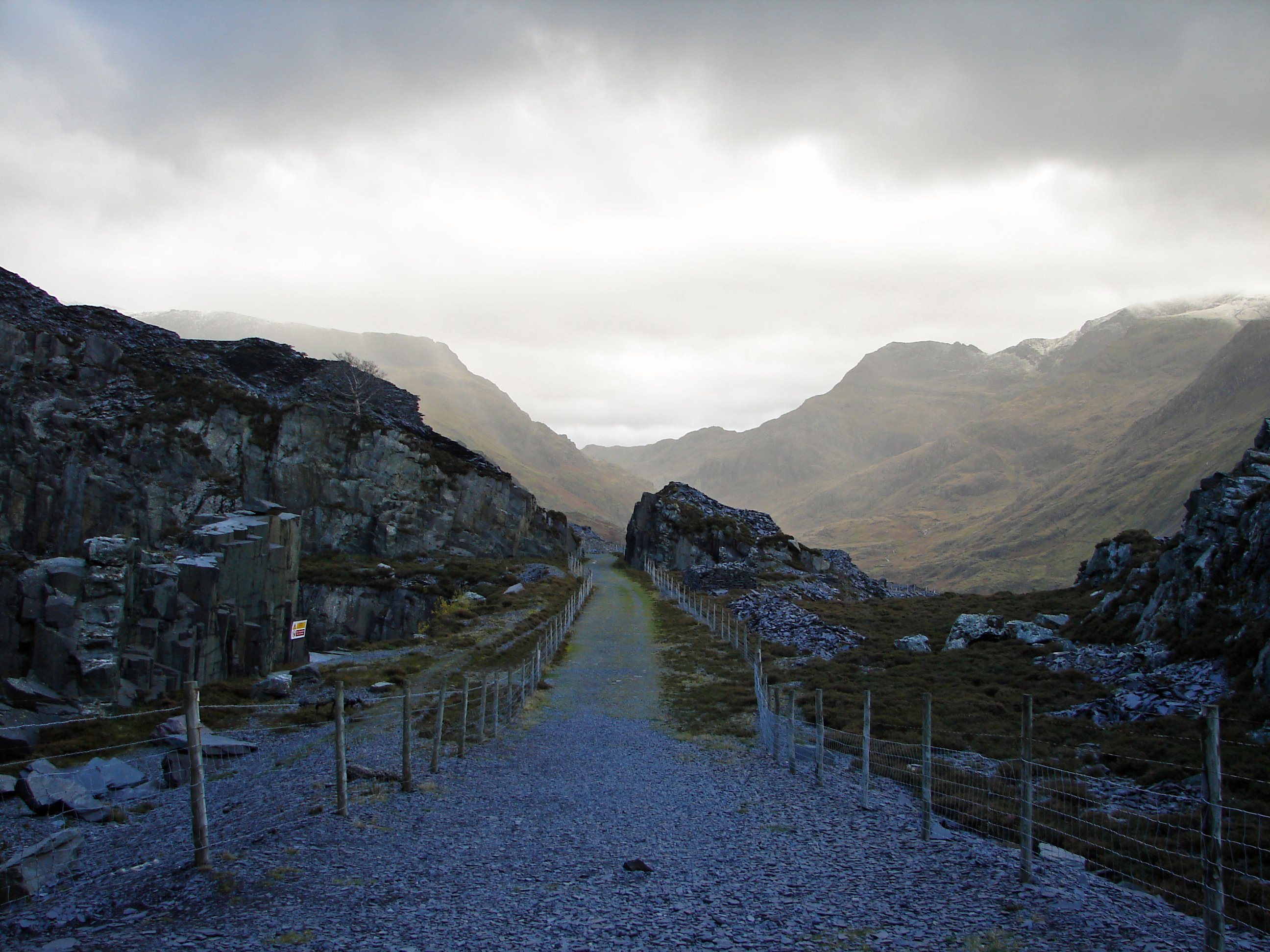
Cave in disuso presso Llanberis nelle colline del Glyderau

Più di 26.000 persone vivono nell'area del parco, dei quali circa il 62% parla gallese. Il parco attrae ogni anno circa sei milioni di visitatori, da dividere tra quelli in giornata e quelli che vi soggiornano, rendendo così l'area la terza più visitata in Inghilterra e Galles.
Sebbene gran parte del territorio sia montuoso, vi è uno spazio significativo riservato all'attività agricole all'interno del parco.
Dopo la riorganizzazione del governo locale del 1998, il parco comprende gran parte di Gwynedd, e parte della contea di Conwy. Esso è retto da 18 membri dello Snowdonia National Park Authority; 9 membri nominati da Gwynedd, 3 da Conwy, ed i restanti 6 dalla National Assembly for Wales a rappresentare gli interessi nazionali.
Stranamente, lo Snowdonia National Park ha al proprio interno un'enclave, attorno al villaggio di Blaenau Ffestiniog, una cava di estrazione di ardesia. Quest'area è stata deliberatamente esclusa dal parco per permettere la ripresa dell'ormai decimata industria dell'estrazione nel Galles.
Nel 1967 è stata inoltre costituita la Snowdonia Society, un'associazione caritatevole che si occupa di promuovere l'interesse nell'area e nella sua protezione ed è grazie all'azione di Amory Lovins che in particolare negli anni '70 gran parte delle aree minerarie della Rio Tinto è stata strappata allo sfruttamento industriale.